# Alfonso Ussía
Ildefonso María Ciriaco Cuadrato Ussía Muñoz-Seca (Madrid, 12 de febrer de 1948), més conegut com a Alfonso Ussía, és un periodista, columnista i escriptor espanyol.

## Família
Alfonso Ussía és fill segon de Luis de Ussía y Gavaldá, II comte de Los Gaitanes, i de María de la Asunción Muñoz-Seca y Ariza. És net per part de mare del dramaturg Pedro Muñoz Seca, afusellat a Paracuellos de Jarama en 1936 i nebot del militar golpista Jaime Milans del Bosch y Ussía.

## Biografia
Va començar escrivint poesia satírica des de molt jove, al mateix temps que llegia i aprenia gairebé de forma autodidacta. Va estudiar en els col·legis Alameda de Osuna i col·legi del Pilar. Va cursar la carrera de Dret fins que es va veure obligat a realitzar el servei militar. Dos anys després, al seu retorn, va ingressar en Ciències de la Informació, encara que l'abandonaria al cap de poc temps.
El seu primer treball va ser en el Servei de Documentació d'Informaciones, quan era director Jesús de la Serna i subdirector Juan Luis Cebrián. Aviat li publicarien el seu primer article en la revista Sábado Gráfico. Més tard, i arran d'altres publicacions en la revista recolzades per Eugenio Suárez, Torcuato Luca de Tena li va proposar un treball al diari ABC.
Encara que la major part de la seva carrera com a columnista la va passar en el diari ABC, va treballar per als periòdics Diario 16 i Ya, i les revistes Las Provincias, Litoral i El Cocodrilo, de la que en fou director. També ha col·laborat també en programes radiofònics i de televisió com Protagonistas i La Brújula, ambdós a Onda Cero, i Este país necesita un repaso de Telecinco, amb Antonio Mingote, Antonio Ozores, Chumy Chúmez, Luis Sánchez Polack (Tip) i Miguel Durán de companys. També va idear les sèries de televisió El marqués de Sotoancho (2000) i Puerta con puerta (1999).
Ha creat, a més, nombrosos personatges humorístics, com Floro Recatado (un entrenador de futbol argentí), el doctor Gorroño, don Juan Pineda i Jeremías Aguirre (un revolucionari sandinista), als quals posa veu en la ràdio. Però sens dubte el seu personatge més rellevant i conegut és el marquès de Sotoancho, un peculiar senyoret de la Baixa Andalusia al que dona vida en les seves obres al costat de la marquesa vídua i el servei de la Jaralera, una residència fictícia situada entre les províncies de Cadis i Sevilla.
En l'actualitat, combina el seu treball de columnista en el diari La Razón i el setmanari Tiempo amb les tertúlies del programa radiofònic La Mañana en la cadena COPE. En la temporada 2012-2013 deixà aquesta tertúlia.

### Polèmiques
El seu article del 23 d'abril de 2003, on qualificava de terroristes als grups Su Ta Gar i Soziedad Alkoholika, va ser atacat per altres grups musicals afins. En 2004 Ussía va deixar d'escriure al diari ABC per la polèmica suscitada pel seu araticle "El cerdo vasco" i es va passar a La Razón.
En 2012, pocs dies després que el coronel Francisco Alamán declarés que utilitzaria tancs de l'exèrcit espanyol per frenar qualsevol intent secessionista a Catalunya, Ussía va reclamar des de la seva columna a La Razón que siguin els soldats espanyols els qui s'encarreguin de dirimir els conflictes amb el nacionalisme basc. En 2013, després de la sentència del cas Prestige que absolia a tots els responsables de la catàstrofe, va escriure en el seu compte de Twitter: «Els que s'indignen amb la desgràcia d'unes escopinyes per un accident, celebren la sortida de terroristes per vint assassinats». El que va desfermar una onada de respostes de persones indignades amb les seves paraules, així com mitjans de comunicació, que sarcían la seva portades amb titulars com "celebra deste xeito en Twitter a sentenza do Prestige"
El 6 de juny de 2016 perd un judici contra Lionel Messi i és condemnat a pagar 64.590,79 euros per opinions insultants i ofensives ("¿Qué tendrá Nandrolono/ha perdido su ritmo, ha perdido su tono/aunque le hayan moldeado un precioso tupé") cap al jugador abocades en el diari La Razón el 14 de juliol de 2014. El davanter argentí donaria tot l'import de la indemnització a l'organització Metges Sense Fronteres.

## Obra
- 1979 Coplas, canciones y sonetos para antes de una guerra
- 1981 Fustazos y caricias
- 1983 Golfos, gafes y gorrones
- 1985 Sin acritud
- 1986 Y con estas entramos en Europa
- 1991 Cosas que pasan
- 1992 Manual del ecologista coñazo
- 1992 Tratado de las buenas maneras I
- 1994 Del humor, del amor y de la ira
- 1994 Tratado de las buenas maneras II
- 1995 Pasajes de la vida
- 1995 Tratado de las buenas maneras III
- 1996 Versos prohibidos: la década perversa
- 1998 Coñones del reino de España
- 1999 El temblor diario
- 2001 Patriotas adosados. Diez años de nacionalismo en el País Vasco (amb Antonio Mingote)
- 2003 Carpe Diem. Confesiones de un pollo de barra
- 2003 El bosque sonriente: prosas y versos de la España de hoy
- 2003 Del coscorrón a la seda
- 2004 Zapatero, a tus zapatos. Historia del arte de la rectificación (amb Antonio Mingote)
- 2005 Crónica del desastre: Zapatazos, maragalladas y otros desatinos
- 2006 Resentidos, torpes y traidores
- 2008 Bohemios y malvados: Coñones del Reino de España II
- 2009 Mujeres del Reino

Del marquès de Sotoancho ha escrit, amb il·lustracions de Barca:
- 1998 Memorias del marqués de Sotoancho. La albariza de los juncos
- 1999 El secuestro de Mamá y otros relatos del marqués de Sotoancho
- 2000 Lo que Dios ha unido que no lo separe Mamá
- 2001 Pachucha tirando a mal
- 2002 Un talibán en La Jaralera
- 2004 Las dos bodas. El Príncipe y Sotoancho se casan
- 2005 Las canicas, las cuquis y el novio tontito de Mamá
- 2006 Mamá se quiere morir y no hay manera
- 2007 ¡Milagro! se ha muerto mamá
- 2009 El diario de mamá
- 2012 Safari
- 2014 "El gato negro y la pildorita azul"
- 2016 La Berrea

## Premis
- Premi César González-Ruano de Periodisme
- Premi Mariano de Cavia de Periodisme
- Premi Jaime de Foxá de Literatura venatòria
- Ploma de Plata del Club de l'Escriptura
- Cavaller Gran Creu de l'Orde del Dos de Maig (02/05/2013).[13]